# Дребуш, Александр Фёдорович
Александр Фёдорович фон Дребуш (1783 — не ранее 1856) — русский военный и государственный деятель, тайный советник (1839), минский губернатор (1831—1835), генерал-майор Отдельного корпуса жандармов (1836 — не ранее 1838) и сенатор (1839 — не ранее 1855).

## Биография
Родился в 1783 году в дворянской семье, лютеранин. Образование получил в кадетском корпусе, откуда 15 декабря 1797 года был выпущен в Новгородский пехотный полк. Участвовал в боевых действиях с французами в 1799 и в 1805 году, причём в битве при Аустерлице был тяжело ранен, и следующие два года находился на излечении в Кракове.
Вернувшись в Россию в 1807 году, фон Дребуш был назначен (в чине капитана) офицером для особых поручений при тверском губернаторе принце Ольденбургском. Вскоре перешёл на гражданскую службу, после чего возглавлял Комитет по благоустройству города Твери, а затем являлся тверским губернским прокурором (1809—1821). Надворный советник (1810).
В 1821—28 годах фон Дребуш работал на различных должностях в департаменте податей и сборов а затем — в департаменте государственных имуществ (в Санкт-Петербурге). В 1828 году вышел в отставку по болезни с гражданской службы, но уже в следующем году поступил подполковником в Отдельный корпус жандармов.
На фоне событий Польского восстания, фон Дребуш, который был известен как человек надёжный, был снова переведён на гражданскую службу чином статского советника и был назначен исправляющим должность минского губернатора (в Минское губернии проживало немалое количество поляков, и поляками же было большинство помещиков и дворян). В том же году Дребуш, который хорошо себя зарекомендовал, был повышен до действительного статского советника и утверждён в должности минского губернатора (1831—1835).
В 1835 году фон Дребуш вышел в отставку по болезни, но уже 21 мая 1836 года был переименован из действительных статских советников в генерал-майоры и вернулся на службу в корпус жандармов. Возглавлял 4-й жандармский округ. В 1838 году в Смоленске расследовал финансовые злоупотребления по ремонту стратегически важной дороги, соединявшей Москву с западной частью страны.
26 марта 1839 года генерал-майор Дребуш был произведён в тайные советники и назначен сенатором Правительствующего Сената Российской империи. Данная должность обычно являлась пожизненной.
В официальном издании на 1856 год по-прежнему упоминался как сенатор.

## Награды
- Орден Святого Станислава 1-й степени.
- Орден Святой Анны 1-й степени.
- Орден Святого Владимира 2-й степени.
- Орден Белого орла[1].